# Stazione di Cropani
La stazione di Cropani è una stazione ferroviaria posta sulla ferrovia Jonica. Serve il centro abitato di Cropani.

## Movimento
La stazione è servita dai treni regionali operanti sulla relazione Sibari/Crotone-Catanzaro Lido/Lamezia Terme. È servita anche da due coppie di treni InterCity che collegano lo scalo con Reggio Calabria, Taranto, Bari e Lecce.

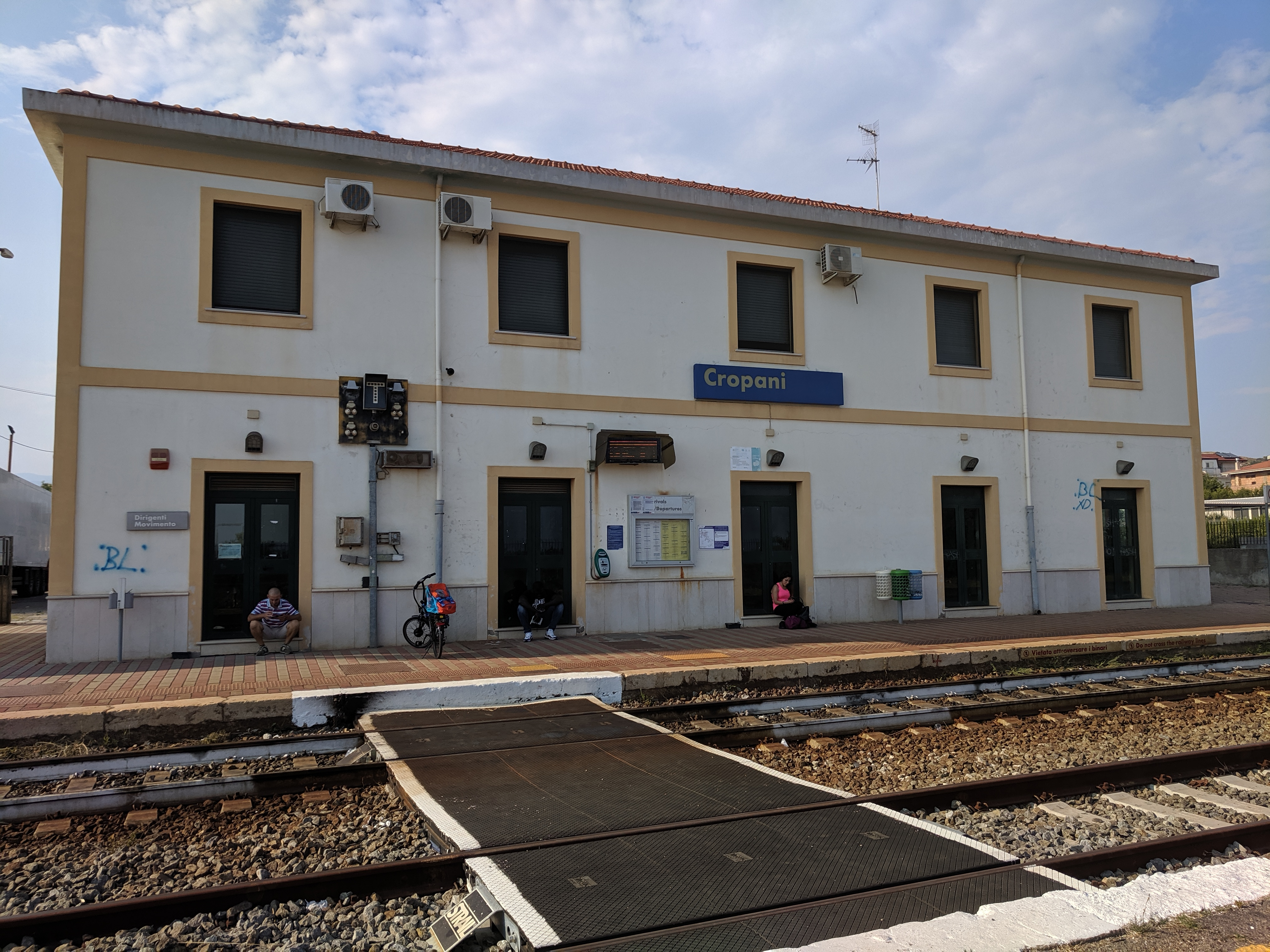
Vista binari